# Кутузова, Наталья Анатольевна
Наталья Анатольевна Кутузова (18 марта 1975, Москва, СССР) — российская ватерполистка, бронзовый призёр Олимпийских игр. Заслуженный мастер спорта России.

## Карьера
На Олимпиаде в Сиднее Наталья в составе сборной России выиграла бронзовую медаль.